# Аккозиев, Сеилхан
Сеилхан Аккозиев — советский хозяйственный, государственный и политический деятель.

## Биография
Родился в 1929 году в Мойынкумском районе. Член КПСС.
С 1953 года — на хозяйственной, общественной и политической работе. В 1953—1999 гг. — главный инженер, второй секретарь Ульяновского райкома партии, председатель райисполкома, парторг Жанааркинского территорального управления производства и заготовок сельскохозяйственной продукции, заведующий отделом Джамбулского обкома партии, первый секретарь Луговского райкома партии, начальник Джамбулского областного управления сельского хозяйства, секретарь Джамбулского обкома партии, председатель Джамбулского облисполкома, заместитель управляющего, вице-президент АО «Жамбылдорстрой».
Избирался депутатом Верховного Совета Казахской ССР 9-го, 10-го и 11-го созывов.
Об увековечении памяти объявлено 11 ноября 2015 год.